# 吉村金八
吉村 金八（よしむら きんぱち、1952年3月20日 - ）は高知県幡多郡小筑紫町（現・宿毛市）出身のプロゴルファー。
「きんぱち」という読みはゴルフの登録名で、本名の読みは「かねや」。

## 来歴
ほとんどの親族が漁師という家に生まれ、中学卒業後は漁の手伝いをしていたが、地元を離れ、兵庫県の高校に編入しようとしてみたり、建築士になりたいと言って東京に出たりもした。
18歳で豊島区雑司ヶ谷の親戚の家に転がり込んで工業高校に入学し、学校生活の傍ら、図面を描くアルバイトをしていた。
アルバイト先の会社にいた同じ工業高校を卒業した先輩に「ゴルフをしていたほうが、この先、仕事にも役立つから。3ヶ月まじめに練習してこい」と言われてハーフセットを貰うと、板橋区にある練習場「四葉ゴルフ」で一生懸命練習した。生来の人懐っこい性格が功を奏し、練習場でいつの間にか、ゴルフ部の大学生バイトのような立場を確保し、金をかけずに練習できるようになる。練習場の職員に研修生時代の千葉晃プロの尻を見ながら打ちなさいと言われ、素直に見よう見まねでクラブを振り続けた。
後から千葉には「お前か、俺の後ろで変なボールばかり打つのは」と怒られたが、アルバイト先の常務、部長、ゴルフをやれと言った先輩に連れていってもらった人生初ラウンドで27ホールを、52、41、39のスコアで回ってみせた。最初の9ホールを52で回った時には「凄いな」と言われたが、次のハーフで41を出したら、誰も何も言わなくなるなど顔色が変わり、最初の18ホールの93は、自身のキャリアで一番叩いた数となる。常務には「明日からアルバイトには来なくていい」と告げられ、埼玉県戸田市で練習場を経営する大地主に紹介状を書いてくれた。
1979年のプロ入り前は無線高校を出てカツオの一本釣り漁船に乗り込んでいたという異色の経歴の持ち主であり、不動産の営業マンやゴルフ場の設計・施工・監修・芝生育成販売の会社員、アルバイトなどを含めると様々な職種を経験。
戸田でも懸命に練習して腕を上げ、半年後にはプロテストを受ける直前までいったが、父親の死去に伴い、一時は家業を継いで漁に出た。頭からゴルフが消えることはなく、船の上でもクラブ代わりにデッキブラシを振り回していた。23歳になる年にどうしてもゴルフをやりたくて、家を飛び出し、すでに結婚していた吉村は、妻の実家がある宮崎県に渡り、1976年には、熊本県にオープンしたばかりの玉名カントリークラブに研修生として所属。朝早くから真っ暗になるまで練習に明け暮れ、雨の日でも一日中、球を打った。パッティング練習も、ボールを目で追わず、しっかり打つことに集中できるため、あえて暗い時間に行った。
プロ入り後は鈴木規夫・上野忠美・井上幸一・沼沢聖一・天野勝とグループで行動し、安田春雄にも可愛がられた。
徐々に頭角を現していき、1985年の札幌とうきゅうオープンでは8アンダーで杉原輝雄と並びサドンデス・プレーオフに突入するが、1ホール目でパーパットを外し初優勝を逃す。同年の九州オープンで初優勝を果たし初のシード権を獲得すると、1986年も制して2連覇を達成。
1987年はポカリスエットオープンで逃げ切りを図る磯村芳幸に捕らえられてプレーオフに突入し、磯村が1ホール目18番ミドルホールでボギーを叩き、吉村がパーで逆転し優勝を飾る。東北クラシックでは初日に6アンダーで石井裕士と並んでの首位タイ発進と好スタートを切り 、1988年の全日空オープンでは3日目に優勝争いに食い込んだ。
1989年のポカリスエットオープンではコースレコードタイの8アンダーで初日トップに立ち、1991年の日本シリーズでは初日6アンダーで首位タイ、1998年のアイフルカップでは3日目に通算11アンダーで単独3位に着ける。
2000年のつるやオープンを最後にレギュラーツアーから引退し、2002年からはシニアに転向。1年目の同年こそ賞金ランク38位と振るわなかったが、2年目の2003年はシニアツアー予選会をトップで通過。シニア競技12試合に出場してアデランスウェルネスオープンでは三好隆と優勝を争い、プレーオフで敗れるも高額試合での2位となって気を吐き、賞金ランクも7位とジャンプアップ。
シニア入り3年目の2004年は、シニア特別競技のMKチャリティシニアで高橋勝成・中村彰男と優勝争いするも、プレーオフで敗れ2位タイとなっている。シニアツアーではファンケルクラシック8位タイ、キャッスルヒル9位タイとベストテン入りして賞金ランク22位でシード権を守った。
2005年はアルデプロカップで最終日にベストスコアの65で回り2位タイに食い込むと、続くPPTリボーネストでは、3日目までトップを突っ走しる快進撃を見せたが高橋に逆転され、惜しくもシニアツアー初優勝はできなかった。シニアツアー全8試合に出場してベストテン入りが4試合、賞金ランクも9位と健闘した。
安定したゴルフでシード入りを続け、2006年は日本シニアオープン9位タイ、鬼ノ城シニア10位タイなどで賞金ランク16位に入った。
2007年はファンケルクラシック、日本プロシニアで予選落ちしたものの、ビックライザック、日本シニアオープン、鬼ノ城シニアでは6位タイには入るなどして賞金ランク17位という結果であった。
シニア9年目の2011年は予選会上位からの参戦でシニアツアー全8試合に出場し、日本シニアオープンでは初日3位タイと好発進すると、その後も集中力を切らすことなくスコアをまとめて7位と健闘。この成績が大きくものをいって賞金ランク25位に入り、2008年以来4年ぶりのシード復活を果たした。
2017年からは日本プロゴルフ協会理事を務めてきたが、2022年からは倉本昌弘の後任で会長に就任。
2021年には鹿児島県姶良市でゴルフコンサル・管理業務、レッスン事業の「アーク株式会社」を設立。

## 主な優勝
レギュラー
- 1985年 - 九州オープン
- 1986年 - 九州オープン
- 1987年 - ポカリスエットオープン
- 1991年 - 九州オープン、山口オープン
- 1995年 - 九州オープン
- 2001年 - 東急大分オープン

シニア
- 2008年 - アサヒ緑健カップTVQシニア
- 2013年 - 関西プログランドシニア、日本グランドシニア
- 2018年 - 関西プログランドシニア